# DR P4
DR P4 – duńska rozgłośnia radiowa, należąca do publicznego nadawcy Danmarks Radio (DR). Według danych ze stycznia 2013 stacja jest liderem duńskiego rynku radiowego, z udziałem na poziomie 42%. Kanał produkowany jest w jedenastu wersjach regionalnych i łączy w sobie pasma ogólnokrajowe z audycjami realizowanymi w regionalnych ośrodkach DR. Ramówka składa się z wiadomości (w tym serwisów lokalnych), informacji pogodowych i drogowych, a także muzyki popularnej.

## Wersje regionalne

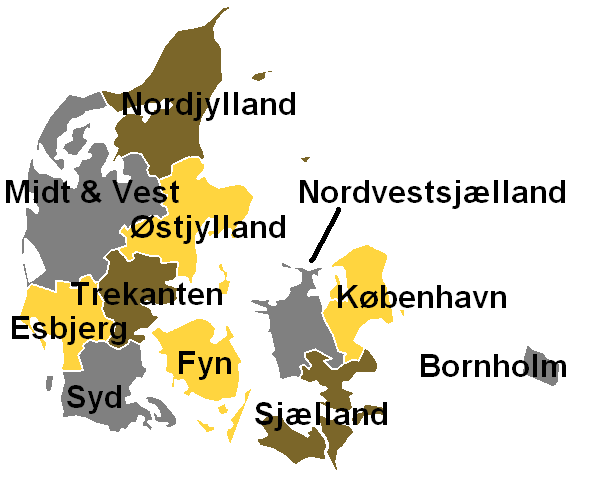
Mapa Danii z podziałem na regiony DR P4

Poszczególne wersje regionalne DR P4 mają swoje własne marki, składające się ze skrótu DR oraz nazwy regionu, który obsługuje dana mutacja. Są to: 
| Nazwa               | Siedziba  |
| ------------------- | --------- |
| DR Bornholm         | Rønne     |
| DR Esbjerg          | Esbjerg   |
| DR Fyn              | Odense    |
| DR København        | Kopenhaga |
| DR Midt & Vest      | Holstebro |
| DR Nordjylland      | Aalborg   |
| DR Nordvestsjælland | Holbæk    |
| DR Østjylland       | Aarhus    |
| DR Sjælland         | Næstved   |
| DR Syd              | Aabenraa  |
| DR Trekanten        | Vejle     |

## Dostępność

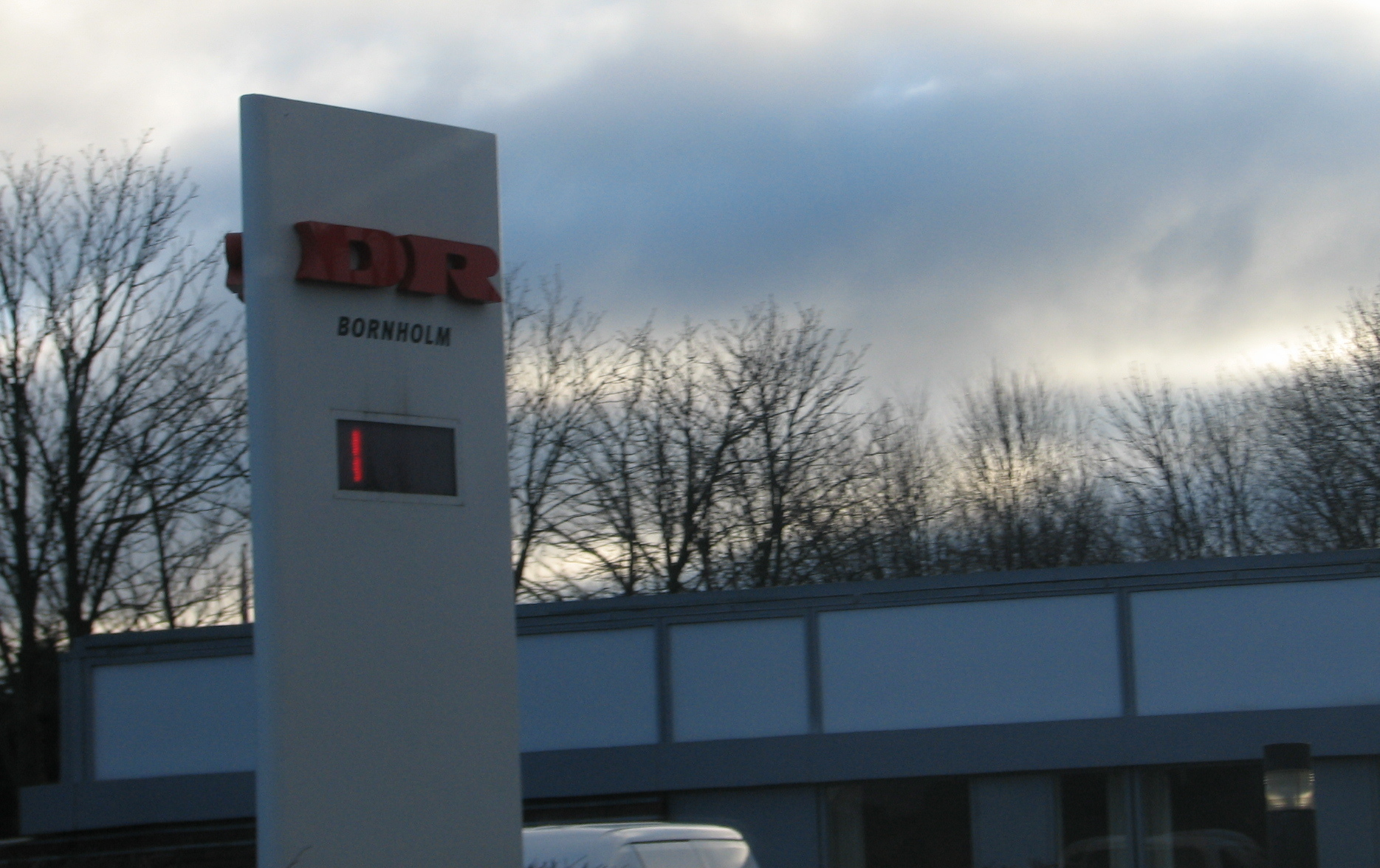
Ośrodek DR w Rønne, jedna z 11 siedzib regionalnych P4

Poszczególne wersje DR P4 dostępne są w swoich regionach w analogowym i cyfrowym przekazie naziemnym, wszystkie można również znaleźć w internecie. Dodatkowo wersja dla Kopenhagi emitowana jest w niekodowanym przekazie z satelity Thor 5.